# Баја Папаја
Баја Папаја је назив песме коју је српска певачица Милица Павловић објавила 19. децембра 2016. године за Гранд Продукцију као пети сингл са њеног другог студијског албума Богиња.

## О синглу
Песма Баја Папаја је већ у промотивној најави другог албума Милице Павловић изазвала велику пажњу и интересовање публике у Екс-Ју региону, будући да је реч о изразу који се први пут појавио на овим просторима и тематици која се бави критиком модерног друштва и актуелним трендовима понашања код младих људи.

## О ауторима
Након што је обновила сарадњу са новосадским композитором Владимиром Узелцем Милица је решила да публици понуди потпуно другачије песме, од мелодија до текстова, и како је признала доста дуго је резмиљала о томе да ли ће публика препознати Бају Папају и схватити поруку на прави начин. Узелац је убедио Милицу да је песма несвакидашња и да је текст иновативан, те да је вредно да ризикују и песму уврсте на албум, што се испоставило као пун погодак. Текст је написао Конте, са којим је Павловићева и раније сарађивала.

## Контроверзе око песме "Баја Папаја"
Стихови "Диплома са Сорбоне, воли силиконе, изгледа је утриповао да је Ал Капоне" су изазвали опречна мишљења, као и наставак песме "Велика му удица, ал му мамац мали, рекла сам му сместа Папаја пали". Публика је текст песме тумачила на разне начине и било је разних теорија о чему то заправо Милица пева и ко је уопште Баја Папаја.  певачица објаснила да је кроз модерне стихове и примере представљен мушкарац који није вредан женске пажње јер нуди само површне ствари. 

## Спот и наступ за песму "Баја Папаја
Песму Баја Папаја прати и веома атрактиван спот у којем је Милица у појединим сценама позирала и на леђима згодног и обнаженог мушкарца, и то док ради склекове, у питању је манекен и музичар Димитрије Блугреј. Публику је посебно интригирало то што Павловићева у песми помиње реч "Папаја", а у споту се појављује плод ананаса, што је заправо била још једна загонетка за публику. Милица је песму извела само једном у емисији "Звезде Гранда - Специјал", где се на сцени појавила у пратњу пет обнажених манекена који су је у току песме фотографисали и мували. 

## Успех песме "Баја Папаја"
Песма Баја Папаја постигла је велики успех, посебно код млађе публике и била је неизоставни хит у дискотекама и ноћним клубовима. Спот за песму на сајту Јутјуб за мање од две године броји око 20 милиона прегледа, док је наступ погледало више од 5 милиона људи.